# دوري السوبر الصيني 2017
الدوري الصيني الممتاز 2017 (بالصينية: 2017年中国足球超级联赛) هو موسم من الدوري الصيني الممتاز. أقيم بتاريخ 2017، وفاز فيه غوانغجو إفرغراند تاوباو.